# Mannington (Wirginia Zachodnia)
Mannington – miasto w Stanach Zjednoczonych, w stanie Wirginia Zachodnia, w hrabstwie Marion.